# Пуант
Пуа́нт — це вид градації, асоціювання по низхідній від цілості до частини, яка виступає цілістю для ще менших частин, і так далі аж до якоїсь дрібної точки, де буквально чи переносно лежить уся вага твору. За допомогою пуанта митець досягає незвичайності, збудження напруження нашої уяви, виокремлює з-поміж інших головну деталь.